# Orde (biologie)
In de taxonomie, de indelingsleer van de biologie, is een orde een van de taxonomische rangen in de indeling of ook een taxon in die rang. De orde is een lagere rang dan de superorde en klasse, maar hoger dan de onderorde en familie.
In de syntaxonomie, waar de leer van het indelen van levensgemeenschappen in de vegetatiekunde onder valt, is een orde of klasse een rang of een syntaxon in die rang. Een orde bestaat uit een of meer verbonden.